# Dia Internacional de la Felicitat
El Dia Internacional de la Felicitat, el 20 de març, va ser instituït el 28 de juny de 2012 per l'Assemblea General de les Nacions Unides i es va celebrar per primera vegada l'any 2013.

## Dia Internacional de la Felicitat: 20 de març
Gràcies a una iniciativa del Regne de Bhutan, que considera la Felicitat Nacional Bruta més important que el Producte Interior Brut, el 28 de juny de 2012 l'Assemblea General de les Nacions Unides en la Resolució 66/281, publicada el 12 de juliol, acordà proclamar el 20 de març Dia Internacional de la Felicitat, a fi de reconèixer la rellevància de la felicitat i el benestar com a aspiracions universals dels éssers humans i la importància de la seva inclusió en les polítiques de govern.

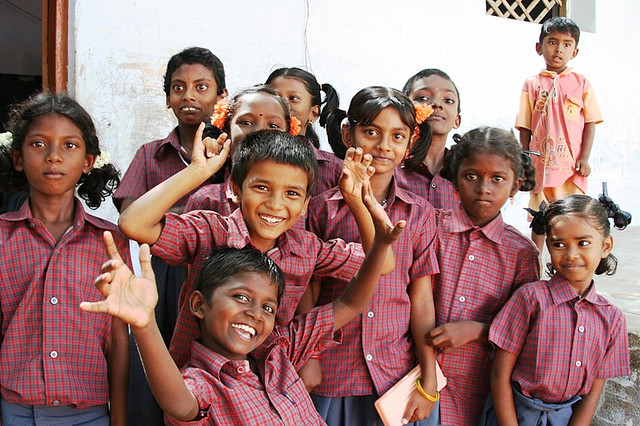

La resolució convida a tots els Estats membres, a les organitzacions nacionals, locals i internacionals, a la societat civil i a totes les persones a celebrar aquest diada i promoure activitats concretes, especialment en l'àmbit de l'educació.
| «                                    | Què és el Dia de la Internacional de la Felicitat? Des de 2013, les Nacions Unides han celebrat el Dia Internacional de la Felicitat com un reconeixement de l'important paper que exerceix la felicitat en la vida de les persones de tot el món. El 2015, les Nacions Unides van presentar els 17 Objectius de Desenvolupament Sostenible que pretenen posar fi a la pobresa, reduir la desigualtat i protegir el nostre planeta, tres aspectes primordials que contribueixen a garantir el benestar i la felicitat. L'any passat, les Nacions Unides van convidar a totes les persones de qualsevol edat, així com a les escoles, les empreses i els governs, a celebrar el Dia Internacional de la Felicitat i assolir els 17 objectius. | » |
| — Organització de las Nacions Unides | |   |